# 三井恒
三井 恒（みつい こう、1946年10月15日 - ）は、日本の元俳優。本名は、水戸 義弘（みと よしひろ）。
東京都出身。法政大学卒業。エヌ・エー・シーに所属していた。

## 人物
劇団俳優小劇場付属研究所出身。本名でテレビドラマに端役で出演した後、CMの仕事で熊谷健と知り合ったことがきっかけとなり『帰ってきたウルトラマン』（1971年、TBS）のオーディションを受け、MATチームの上野一平隊員役でレギュラー出演。以前より特撮作品に出演したいと思っていたので、非常に嬉しかったという。
佐々木剛とは養成所時代からの友人で、『宇宙鉄人キョーダイン』（毎日放送）への出演（準レギュラー・山田隊員役）は佐々木の推薦であった。
1978年4月から、TBSの子供向け番組『ワンツージャンプ!』に司会のお兄さんとして出演。起用された理由について当時の番組関係者は、子供向け番組の出演経験があることで、年少の視聴者にもなじみ深い存在であることを挙げている。
1980年代に俳優業を引退。1987年に発行された『ウルトラマン大全集II』（講談社）では、『帰ってきたウルトラマン』のスタッフ・共演者による座談会に出席し、作品の思い出を語っている。
特技は、クラシックバレエ。

## 出演

### テレビドラマ
- 火曜日の女シリーズ「恋の罠」（1970年、NTV / 東宝)　※水戸義弘でクレジット
- 特別機動捜査隊 第435話「一郎とマリ」（1970年、NET） - 哲
- 江戸川乱歩シリーズ 明智小五郎（1970年、12CH）
  - 第8話「貴女は覗かれている 人間椅子より」
  - 第18話「土曜日の夜 何かが起こる 幽霊より」
- 帰ってきたウルトラマン（1971年 - 1972年、TBS） - 上野一平
- 青春をつっ走れ 第14話「男の誓い 命がけ!」（1972年、CX） - 鈴木
- 家光が行く 第3話「魚海岸の暴れん坊」（1972年、NTV） - 三吉
- アイアンキング 第12話「東京非常事態宣言」、第13話「地下要塞攻撃命令」（1972年、TBS） - 幻の卯月
- 仮面ライダーシリーズ（MBS）
  - 仮面ライダー 第95話「怪人ガラオックスの空とぶ自動車」（1973年） - 勝彦
  - 仮面ライダーV3 第41話「あッ! 人間が溶ける! ヨロイ元帥登場」（1973年） - 高木裕介（ガルマジロン）
  - 仮面ライダースーパー1 第11話「SOS! 一也よドグマに協力せよ!!」（1980年） - ジョー鰐淵（ジョーズワニ）
- ファミリー・ロマン / まごころ 第1話（1973年、TBS）
- ファイヤーマン 第27話「死人をあやつる宇宙の支配者」（1973年、NTV） - 杉森隊員
- 風雲ライオン丸 第17話「西から来た男」（1973年、CX） - 西から来た男
- 大空の勇者 GO!GOスカイヤー 第9話「のぞかれた殺人現場」（1973年、CX）
- ライオン奥様劇場 / 裁きの家（1973年、CX） - 北野
- 非情のライセンス 第1シリーズ 第49話「兇悪のレンズ」（1974年、NET） - ドライバー
- 特捜記者 犯罪を追え! 第19話「闇を去った女」（1974年、CX）
- 太陽にほえろ!（NTV）
  - 第102話「愛が終った朝」（1974年） - 中村努
  - 第399話「廃墟の決闘」（1980年） - 佐山浩次
- 土曜劇場 / 6羽のかもめ 第5話「花三輪」（1974年、CX）
- バーディー大作戦 第43話「電話で人を殺す方法」（1975年、TBS） - 吉田
- プレイガールQ 第71話「強く正しく美しいプレイガールよ いざさらば」（1976年、12ch / 東映） - 須田
- 逢えるかも知れない 第9話（1976年、CX）
- 宇宙鉄人キョーダイン（1976年 - 1977年、MBS） - 山田隊員
- Gメン'75 第85話「'77元旦デカ部屋ぶっ飛ぶ!」（1977年、TBS）
- 若さま侍捕物帳 第4話「参上!! 悲恋の罠」（1978年、ANB） - 木下
- コメットさん 第50話「夢です歌です大変身!」（1979年、TBS）
- 俺はあばれはっちゃく 第32話「あばれ子守唄 マル秘作戦」（1979年、ANB） - 一平
- 西部警察（ANB）
  - 第4話「マシンガン狂詩曲」（1979年） - 笹尾の部下
  - 第29話「島原の子守唄」（1980年） - 針尾組組員
- 大空港 第68話「報復の弾道が闇を裂く! 頂上作戦・地獄の綱渡り」（1980年、CX）
- ナッキーはつむじ風 第56話「(秘)卒業記念大作戦」（1980年、TBS） - 写真屋
- 猿飛佐助 第5話「甲賀忍法 火車大車輪」（1980年、NTV） - 十兵衛
- ザ・スーパーガール 第48話「夜が憎い 黒い罠にかかったOL」（1980年、12ch）
- 旅がらす事件帖 第24話「親子しぐれ油地獄」（1980年、KTV） - 甚太
- 刑事犬カール2（1981年、TBS）
- 平岩弓枝ドラマシリーズ / 女たちの海峡（1981年、CX）
- ザ・ハングマン 燃える事件簿 第15話「おもちゃの首の恨み唄」（1981年、ABC） - 東亜商会構成員
- 大戦隊ゴーグルファイブ 第32話「ドキッ骨ぬき人間」（1982年、ANB） - 大川警備員
- ザ・サスペンス / もう一人の乗客（1982年、TBS）
- 時代劇スペシャル / 彫師伊之助捕物覚え 消えた女（1982年、CX）

### 映画
- 赤毛（1969年、東宝）
- 富士山頂（1970年、日活）
- ブルークリスマス（1978年、東宝） - 日本国営放送JBC社員

### その他のテレビ番組
- おはよう!こどもショー（1972年 - 1974年、NTV） - おにいさん
- ワンツージャンプ!（1978年、TBS）